# Тимофеев (приток Ухтицы)
Тимофеев — ручей в России, протекает по территории Сумпосадского сельского поселения Беломорского района Карелии. Длина ручья — 19 км, площадь водосборного бассейна — 60,2 км².
Ручей берёт начало из озера Тимофеева на высоте выше 50,5 над уровнем моря. Течёт преимущественно в северо-восточном направлении по заболоченной местности. Впадает на высоте 9,3 м над уровнем моря в реку Ухтицу, которая, в свою очередь, впадает в реку Руйгу, впадающую в Онежскую губу Белого моря.
Ручей в общей сложности имеет 28 притоков суммарной длиной 64 км.
Населённые пункты на ручье отсутствуют. В среднем течении ручей пересекает линию железной дороги Беломорск — Обозерская недалеко от станции Ухтицы.
Код объекта в государственном водном реестре — 02020001412202000007317.